# Сент-Мари-Утр-л’О
Сент-Мари́-Утр-л’О (фр. Sainte-Marie-Outre-l’Eau) — коммуна во Франции, находится в регионе Нижняя Нормандия. Департамент коммуны — Кальвадос. Входит в состав кантона Сен-Севе-Кальвадос. Округ коммуны — Вир.
Код INSEE коммуны — 14619.

## Население
Население коммуны на 2010 год составляло 81 человек.
| 1962 | 1968 | 1975 | 1982 | 1990 | 1999 | 2010 |
| ---- | ---- | ---- | ---- | ---- | ---- | ---- |
| 242  | 224  | 149  | 119  | 106  | 81   | 81   |

## Экономика
В 2010 году среди 48 человек трудоспособного возраста (15—64 лет) 30 были экономически активными, 18 — неактивными (показатель активности — 62,5 %, в 1999 году было 73,8 %). Из 30 активных жителей работали 30 человек (16 мужчин и 14 женщин), безработных не было. Среди 18 неактивных 1 человек был учеником или студентом, 15 — пенсионерами, 2 были неактивными по другим причинам.